# .bf
.bf è il dominio di primo livello nazionale assegnato al Burkina Faso.
Inizialmente amministrato dall'Università di Ouagadougou, è stato gestito prima dal DELGI (Délégation Générale à l’Informatique) e in seguito dall'ARCEP (Autorité de Régulation des Communications Electroniques et des Postes).